# 歯止め
『歯止め』（はどめ）は、松本清張の短編小説。「黒の様式」第1話として『週刊朝日』に連載され（1967年1月6日号 - 2月24日号）、1967年8月に短編集「黒の様式」収録の一作として、光文社（カッパ・ノベルス）から刊行された。
1976年・1983年にテレビドラマ化されている。

## あらすじ
津留江利子の姉・素芽子は、T大をトップクラスの成績で卒業したエリート・旗島信雄に嫁いだ。しかしその翌年に素芽子は死んだ。青酸カリを服用した自殺とのことであった。江利子は、旗島信雄を見かけると、姉の自殺を思い出し、何とは無しに具合が悪かった。
江利子の家は荒れていた。一人息子・恭太はいよいよ凶暴になってきた。大学受験が近づいているものの、部屋にはヌード写真が散乱し、精液の臭いが立ちこめていた。成績は急下降し、旗島のようにT大に合格できるとはとても思えなかった。
留守中の恭太が心配ながら、親戚の結婚式のため、夫・良夫と長野県の田舎に行った江利子は自分を見つめる不気味な男の視線に気づく。江利子に訊かれた良夫は、その男・川棚重三の病的性欲の話をするが、目下変態性欲は母親のある手段で歯止めがかけられているというのだった。地獄に陥りつつあるわが家の風景が重なり、気の遠くなる江利子。しかし同時に、死ぬ前の姉の異変や、旗島信雄とその義母・織江の微妙な関係を思い出していた。改めて事情を調べる江利子の前に、旗島家の地獄風景が浮かび上がる…。

## エピソード
- 当時『週刊朝日』で本作の担当編集者を務めていた重金敦之は、「一歩間違えると陰湿な話になるところだが、『週刊朝日』の読者を意識し、淡彩な筆致でさりげなく仕上げたところが、他の作家にはできない芸当だった」と述べている[1]。

## テレビドラマ

### 1976年版
1976年1月5日から1月30日まで、日本テレビ系列の「愛のサスペンス劇場」枠（13:30-13:55）にて、全20回の連続ドラマとして放映。素芽子は江利子の妹の設定。
キャスト
- 津留江利子：岸田今日子
- 津留恭太：千葉裕
- 津留良夫：渥美国泰
- 旗島素芽子：佐野厚子
- 旗島信雄：西田健
- 旗島織江：文野朋子
- 刑事：三谷昇
- 加瀬清子：加藤美津子
- 今井亜子：北原ひろみ
- 中西教授：仲谷昇
- 刑事課長：神山繁
- 医者：平野稔
- 山口：丸岡奨詞
- 武田先生：柏木隆太

スタッフ
- 脚本：鶴島光重、田村多津夫
- 監督：野村孝
- 音楽：大野雄二
- 企画：小坂敬
- プロデューサー：高倉三郎、加賀義二
- 制作：東京映画

| 日本テレビ系列 愛のサスペンス劇場 | 日本テレビ系列 愛のサスペンス劇場 | 日本テレビ系列 愛のサスペンス劇場       |
| 前番組                            | 番組名                            | 次番組                                  |
| --------------------------------- | --------------------------------- | --------------------------------------- |
| 嫉妬 （1975.12.1 - 12.30）        | 歯止め （1976.1.5 - 1.30）        | 再会 ふるさとさむく （1976.2.2 - 2.27） |

### 1983年版
「松本清張の歯止め」。1983年4月5日、日本テレビ系列の「火曜サスペンス劇場」枠（21:02-22:54）にて放映。視聴率18.1％（ビデオリサーチ調べ、関東地区）。
キャスト
- 津留江利子：長山藍子
- 津留良夫：井川比佐志
- 津留恭太：船越英一郎
- 旗島素芽子：范文雀
- 旗島信雄：山本學
- 旗島織江：月丘夢路
- 今井亜子：小森みちこ
- 竹田助手：橋爪功
- 薬局の女主人：立石涼子

スタッフ
- 監督：出目昌伸
- 脚本：重森孝子
- 音楽：佐藤允彦
- 技斗：高倉英二
- カースタント：マエダオートクラブ
- MA：TESS
- 現像：東洋現像所
- 企画協力：霧プロダクション
- 企画：小坂敬、山本時雄
- プロデューサー：小杉義夫、高倉三郎
- 制作：日本テレビ、東京映画

| 日本テレビ系列 火曜サスペンス劇場                                 | 日本テレビ系列 火曜サスペンス劇場 | 日本テレビ系列 火曜サスペンス劇場           |
| 前番組                                                            | 番組名                            | 次番組                                      |
| ----------------------------------------------------------------- | --------------------------------- | ------------------------------------------- |
| 相沢夏子の失なわれた名誉 （原作：ハインリヒ・ベル） （1983.3.29） | 松本清張の歯止め （1983.4.5）     | 突然の明日 （原作：笹沢左保） （1983.4.12） |